# دانييل بينيت سميث
دانييل بينيت سميث (بالإنجليزية: Daniel Bennett Smith)‏ هو دبلوماسي أمريكي، ولد في 1956.